# Hugo van Brienne
Hugo van Brienne (circa 1240 - Lecce, 8 augustus 1296) was van 1260 tot aan zijn dood graaf van Brienne. Hij behoorde tot het huis Brienne.

## Levensloop
Hugo was de tweede overlevende zoon van graaf Wouter IV van Brienne uit diens huwelijk met Maria, dochter van koning Hugo I van Cyprus. Na de dood van zijn vader in 1246 volgde zijn oudere broer Jan I hem op als graaf van Brienne. Nadat Jan in 1260 ook was gestorven, erfde Hugo het Franse graafschap en de aanspraken van zijn familie op het vorstendom Tarente en het graafschap Lecce in Zuid-Italië, die in 1205 in beslag genomen waren.
In 1264 liet hij als kleinzoon van koning Hugo I van Cyprus en Alice van Jeruzalem zijn aanspraken op het koninkrijk Cyprus gelden, net als die op het regentschap van het koninkrijk Jeruzalem namens de minderjarige Konradijn van Hohenstaufen. Deze werden door het Hooggerechtshof van Jeruzalem echter ongeldig verklaard, ten voordele van zijn neef Hugo van Antiochië. Hierdoor trok hij zich grotendeels terug uit de politiek in de Kruisvaardersstaten. Toen een andere neef, de minderjarige Hugo II van Cyprus, in 1267 overleed, probeerde Hugo van Brienne opnieuw koning van Cyprus te worden, maar hij verloor opnieuw het pleit van Hugo van Antiochië, die als regent van Hugo II optrad. In 1268 besteeg die onder de naam Hugo III de Cypriotische troon.
Vanaf dan probeerde Hugo van Brienne zijn geluk in Europa te zoeken. Hij trad in dienst van Karel van Anjou en nam in 1266 deel aan de verovering van Sicilië. In 1268 vocht hij mee in de Slag bij Tagliacozzo tegen Konradijn van Hohenstaufen. In de jaren nadien werd hij door Karel van Anjou benoemd tot kapitein-generaal van Brindisi, Otranto en Apulië. Ook kreeg hij de functie van heer van Conversano. Hugo werd een overtuigde aanhanger van de Angevijnse zaak in Italië, waarvoor hij in 1269 beloond werd met de teruggave van het graafschap Lecce.
Na de uitbraak van de opstand van de Siciliaanse Vespers in 1282 nam Hugo deel aan de strijd tegen het koninkrijk Aragón. In 1284 werd hij tijdens een zeeslag in de Golf van Napels samen met prins Karel van Salerno gevangengenomen door het Aragonese leger. In ruil voor zijn vrijlating moest Hugo in 1289 zijn rechten op de Cypriotische troon opgeven ten voordele van koning Alfons III van Aragón. Ook daarna bleef hij tegen Aragón strijden. In 1296 sneuvelde Hugo van Brienne in de Slag bij Gagliano tegen de Aragonese generaal Rogier van Lauria.

## Huwelijken en nakomelingen
In 1277 huwde Hugo met zijn eerste echtgenote Isabella, dochter van Gwijde I van La Roche, hertog van Athene. Uit hun huwelijk zijn twee kinderen bekend:
- Wouter V (overleden in 1311), graaf van Brienne en hertog van Athene
- Agnes, huwde met graaf Jan I van Joigny

In 1291 trad hij in het huwelijk met zijn tweede echtgenote Helena Angelina Komnena, dochter van Jan I Doukas, heerser van Thessalië, en weduwe van Willem I van La Roche, hertog van Athene. Ze kregen een dochter:
- Johanna, huwde met Niccolo I Sanudo, hertog van Naxos